# سوق الأحد (المعافر)

تعديل مصدري - تعديل

سوق الأحد هي إحدى قرى مديرية المعافر بمحافظة تعز اليمنية، بلغ تعداد سكانها 528 نسمة حسب التعداد السكاني في اليمن في 2004.